# Словенско насељавање Балканског полуострва
Словенско насељавање Балканског полуострва је било дио миграција током Велике сеобе народа. Активна фаза насељавања одвијала се од 6. до 8. вијека. Податак о почетку досељавања Словена на Балкан у 5. вијеку забиљежен је у дјелима византијских историчара Прокопија Кесаријског и Јована Ефеског. До 7. вијека словенска племена су била чврсто укоријењена на Балкану и почела су постепено да се крећу ка Пелопонезу и Егејским острвима. Касније су неке скупине Словена продрле у Малу Азију. У периоду од 7. до 8. вијека Словени су створили неколико државних творевина и временом постали значајна сила на Балкану.

## Извори о сеоби Словена
Један од првих аутора који помиње соебу словенских племена на Балкан био је византијски историчар Приск, који је написао „Историју”. У њој је потврдио чињеницу о продору Словена на Балкан. Потпунија слика овог поступка даје се у „Готском рату” Прокопија. Он описује територије које су населили Словени, њихове походе, друштвену структуру, живот и религију у 6. вијеку. Вриједан додатак овим подацима је „Стратегикон” византијског писца Псеудо-Маврикија. Словене описује и дјело Агатије Миринејског „О владавини Јустинијана”. Теофилакт Симоката у својој „Историји” детаљно говори о насељавању Словена на простору Византије. Драгоцјени извори о догађајима након насељавања и развоју државности међу словенским племенима јесу дјела византијског императора Константина Порфирогенита „О темама” и „О народима”.
Неки подаци о Словенима током њиховог насељавања Балкана присутни су и у „Хроници” Јована Бикларског, „Црквеној историји” Јована Ефеског, „Хронологији” Теофана Исповједника, „Историји Лангобарда” Павла Ђакона, „Хроници” Псеудо-Фредегара итд. Истовремено, писани извори о Словенима углавном говоре о спољним догађајима словенске историје — о току ратова, тактици ратовања, војном устројству, о односима Словена са другим народима итд.

## Друштвено-економске карактеристике словенских племена
Друштвени систем Словена у периоду насељавања Балкана био је сличан систему Германа у вријеме Тацита. Словени су се насељавали у шумама или у близини ријека, језера или мочвара. Више су вољели да граде настамбе на тешко доступним мјестима. Словенска села састојала су се од неколико колиба и помоћних зграда које су се налазиле на извјесној удаљености једна од друге, јер је степен развоја привреде и оруђа захтијевао значајне површине за сваку породицу. Породица се састојала од старјешине, неколико одраслих синова и њихових породица. Неколико породица, које су заузимале одређену територију, чинило је заједницу. Неколико сусједних заједница чинило је племе. Свако племе је заузимало посебан округ, зван жупа. Постојали су савјети старјешина и народни сабори.
Основу привреде Словена чинила је земљорадња. Међутим, у зависности од природних услова, предност је дата различитим врстама привреде. Земљорадња се повремено бавила сјечом или искорјењивањем дрвећа. У насељима која се налазе у близини водених површина, риболов је играо значајну улогу. Лов и пчеларство су били распрострањени у шумским предјелима. На Балкану се раширило и сточарство. Висок степен развоја земљорадње код Словена забиљежили су византијски аутори. Земљу су обрађивали биковима упрегнутим у плугове са жељезним врховима. Рало је имало широку примјену. Житарице су се жале срповима, а жито се чувало у посебним јамама.
Занатство Словена је такође достигло висок степен. Предмети за домаћинство израђивали су се од глине, дрвета, кости или рога. Постојала је и производња текстила. Оруђа за земљорадњу и оружје израђивани су од метала. Од обојених метала су израђивани украсни предмети. Словенска племена која су живјела на морској обали или на воденим путевима знала су да праве чамце од једног дрвета за дуга путовања. Трговина је била развијена. Словени су сусједима продавали ратне заробљенике, сами су куповали оружје, накит, драгоцјене метале. У трговини су кориштени страни новчићи.
Византијско-српски ратови су учврстили војну организацију Словена. Племенске старјешине и вође војних јединица постале су војно-феудална елита друштва, а подела земље и богатства допринијело је раслојавању друштва и распадању првобитне заједнице. Борећи се са Византијом, Словени су почели да стварају племенска удружења, и формирају своје државе. Управо на територији некадашњих византијских провинција појавиле су се прве државе Словена.

## Насељавање Балкана

### Први контакт са Византијом
На почетку нове ере, Словени су заузимали огромну територију у средњој и источној Европи сјеверно од Карпата и између басена Висле и средњег Подњепровља. У различито вријеме ступали су у савезе са Келтима, Готима, Трачанима, Сарматима и другим сродним племенима, дјелимично их упијајући, дјелимично их раздвајајући у њиховој околини. Први поуздани писани извори о Словенима датирају из периода 1—2. вијека. У њима се Словени јављају под именом Венеди, који се помињу као велики народ који је живио на Висли близу Балтичког мора, иза Карпата. Међутим, све до 6. вијека подаци о Словенима били су оскудни и фрагментирани, пошто Римљани и Грци нису долазили у непосредан контакт с њима. Тек почетком 6. вијека, када су Словени почели да нападају византијске посједе, у свједочанствима историчара јављају се све темељнији и детаљнији извјештаји о њима. У то вријеме Словени су својим савременицима били познати под општим именима Склавини и Анти. Склавини су заузимали територију западно од Дњестра. Анти, који се налазе углавном источно од њих, дјелимично су продрли у подручје насељено Склавинима. Словенска насеља на овим просторима до 6. вијека су се знатно проширила на југ и преселила се већ у доње Подунавље.
Највеће кретање Словена било је њихово ширење изван Карпата према доњем току Дунава, у Панонију и сусједне области, а затим преко Дунава — на Балканско полуострво. Историчар Д. А. Мачински писао је да је сеоба Словена у Подунавље одредила „прогресивне промјене у животу Словена овог периода и источних и јужних Словена наредне епохе”. Ово ширење Словена на југ било је у тијесној вези са кретањем других народа. Крајем 4. вијека и у 5. вијеку многа словенска племена су била погођена инвазијом Хуна на Европу и потоњим кретањем Гепида и Гота. Према бројним историчарима, ови догађаји убрзали су кретање Словена на југ, које је очигледно почело у првим вијековима наше ере. У изворима из средине 5. вијека забиљежена су словенска племена у Панонији и на лијевој обали Дунава. Свједочанства византијског историчара Приска, који је 448. путовао као посланик у логор хунског вође Атиле и описао обичаје народа који је живио у Панонији, многи историчари тумаче да се односе на Словене. Кретање Словена је вјероватно било временски неравномјерно — у почетку слабије, а послије пада хунске државе шире и масовније.
Како су се кретали према југу, Словени су дошли на посједе Византије, којем је у то вријеме припадало Балканско полуострво. У почетку су Словени ишли у походе против римске државе као дио војски других народа, али већ од прве четвртине 6. вијека започињу самосталне ударе. Крајем двадесетих година 6. вијека велика антска војска прешла је Дунав, али је поражена. Тридесетих година 6. вијека византијске снаге на овој дијелу границе Царства предводио је заповједник Хилвуд, Словен из племена Анта. Три године је успјешно обуздавао јуриш Словена и предузима узвратне походе преко Дунава, пустошећи њихова села. Послије Хилвудове смрти 533. године, поново су настављени походи Словена на десну обалу.
Историчар С. А. Иванов је примјетио да је за већину становништва Византије појава Словена на њеним границама била неочекивана појава. Он истиче, да царство није жељело да покрене своје снаге у борбу против Словена и радије је ћутало о пријетњи коју су они представљали. О томе су отворено почели да говоре тек када су словенске снаге почеле да продиру дубоко на Балкан.
Византија је у овом периоду била рањива. Ратовала је са Вандалима у Африци, са Визиготима у Хиспанији, са Остроготима у Италији, а са Персијанцима у Сирији и на Закавказју. Дуготрајни ратови закомпликовали су унутрашњу ситуацију у земљи. Повећање пореза изазвало је осиромашење широких слојева друштва, што је пратило низ устанака. У овим условима, продори Словена у царство постајали су све чешћи. Тридесетих и четрдесетих година 6. вијека Словени су више пута пустошили Тракију, а 540. године су се први пут приближили зидинама Цариграда и заузели његово предграђе. Да би заштитио дунавску границу, цар Јустинијан је обновио стара утврђења на обалама ријека и подигао многа нова. Међутим, то није могло да задржи навалу Словена. Јустинијан је покушао да Словена постави у положај федерата (савезника), уступајући им територије близу Дунава за насељавање. Заузврат су Словени морали да бране границу царства. Међутим, убрзо након тога, Словени су 548. извршили разоран поход на Илирију, допирући до Епидамноса (данашњи Драч) на Јадранском мору. Одред од 3000 војника прешао је Дунав и почео да пљачка све што му се нађе на путу. Разбијени су засебни одреди византијске војске. Заповједник Азбад, који је био стациониран са гарнизоном у тврђави Цурул у Тракији, напао је Словене са коњичким одредом, али је поражен и заробљен. Словени су му одерали кожу, а затим га живог спалили. Затим су на јуриш заузели трачки град Топер, гдје је убијено до 15.000 људи, а жене и дјеца су одведени у ропство. Они које нису могли да пребаце преко Дунава, живи су спаљени.

### Продор на Балкан
У својим налетима су Словени, уз помоћ Гепида, прелазили Дунав са својих посједа. Истовремено, враћајући се са богатим плијеном из опљачканих византијских земаља, плаћали су Гепидима по дукат (солид) за сваку особу превезену на лијеву страну Дунава. По правилу, захваљујући њима, Словени су спасавали сав ухваћен плијен, успјевши да пређу Дунав прије него што би их византијске снаге сустигле. Према процјенама српског историчара Владимира Ћоровића, византијске снаге на Балкану средином 6. вијека бројале су 15.000 војника и нису могли дјелотворно да се одупру Словенима.
Отприлике средином 6. вијека Словени су почели да пристижу на Балкан у знатно већем броју. Све већи број Словена насељавао се на различитим дијеловима Балкана. Велики одред Словена је 550. прешао Дунав. Када му се на путу испријечила византијска војска, Словени су се повукли у правцу Далмације. Послије извјесног времена добили су појачање и кренули ка Тракији. Код Адријанопоља су им Византинци блокирали пут, који су били приморани да нападну због недостатка хране. У борби су нападачи потпуно поражени, византијска заставе је први пут постала словенски трофеј, а Словени су дочекали зиму на територији Византије. До тог тренутка они никада нису упадали у Византију током зиме. Напротив, зими је византијским снагама било препоручено да нападну словенска насеља. Стога, са почетком насељавања на византијској земљи, борбу за нове посједе често су водили становници најближих крајева, а не Словени преко Дунава.
Остроготски краљ Тотила је 552. пао у бици са војском Византије. Вијест о његовој смрти шокирала је Словене; они су на извјесно вријеме престали да упадају на територију преко Дунава. Јустинијан је утврдио тврђаве на Дунаву и појачао гарнизоне који су се тамо налазили. Посљедњих година његове владавине, земља је добила неку врсту предаха, али што је цар постајао слабији, земљу је више обузимала апатија. Италија је била потпуно разорена током рата са Остроготима. Сјеверна Африка је била пуста због рата и болести, иако се донедавно сматрала житницом царства. Државна каса била је празна, а истовремено су расли порези. Бројност војске је са 645.000 смањена на 150.000, док су преостале снаге биле у лошем стању, а долазило је и до прекида у снабдијевању.
Историчар Валентин Седов је писао да су Словени поред војних похода унутар царства населили Балкан и мирним путем. Углавном су били земљорадници. Они су током 6. вијека у мањим скупинама продирали у западни и средишњи дио Балкана, гдје су се населили у планинским предјелима. Седов напомиње да су ове скупине земљорадника дошле у оне дијелове полуострва гдје није било непријатељстава и гдје су се осјећали безбједно.
Сиријски историчар Јован Ефески писао је осамдесетих година 6. вијека: „они живе, сједе и пљачкају у римским провинцијама”. Истовремено је примјетио да су Словени научили да се боре боље и од сами Византинаца. Када би Словени освојили одређену област полуострва, ту би основали насеља. Примјер је словенско заузимање далматинског града Салоне око 614. године. У хроници далматинских писаца из 13. вијека архиђакона Томе Сплитског сачувана је прича позајмљена из непознатог извора, по свој прилици временски блиска описаним догађајима. Хроника даје живописну слику словенског јуришања на град, војника наоружаних лаким копљима и који су град засули камењем и стријелама. Упркос упорном отпору грађана који су јуришнике гађали камењем и стријелама из лукова, Словени су заузели град. Неколико добростојећих грађана, кришом је носећи своје драгоцјености на море, одлучило је да отплови на острва. По њиховом примјеру, становништво града је похрлило на море, а неки су потражили спас на копну. Међутим, словенски војници су успјели да их пресретну. Узели су богат плијен и заробили дјевојке и дјецу.
У то вријеме дио Словена (у Подунављу и Панонији) био је потчињен Аварима. Словени су их пратили у нападима, у великим биткама су осигуравали бројност војске Аварског каганата. Словени су знали да се боре на води и са мора су нападали византијске градове, а на копну је главна ударна снага била маневарска аварска коњица. Авари су се послије побједа вратили са својим плијеном у панонске степе, а Словени су се населили на освојеној територији.
Послије 590. године, Византија је склопила краткорочни мир са Персијом и њене снаге су почеле поново да заузимају балканске провинције. Успјели су да преузму Сирмијум и Сингидунум од Авара, а такође и да пренесу непријатељства на другу страну Дунава. Тиме је ублажен притисак на границе царства. Међутим, византијске снаге, које су биле принуђене да зимују на непријатељској територији, подигле су побуну 602. године. Побуњени војници су збацили цара Маврикија и подржали новопроглашеног цара Фоку. Да би осигурале своју моћ, византијске снаге са границе су се преселиле у Цариград, док је одбрана границе била знатно ослабљена. Словени су то искористили. Започели су масовно пресељење преко лоше чуване границе и за неколико година преплавили Балкан. Салону су заузели 614, опсједали Солун 617. године, а Егејска острва напали око 625. године. Словени су постепено заузели низ градова на јадранској обали. Византији су остали само Јадер (Задар), Трогир и још неколико градова.
Словени су под аварским вођством опсједали Цариград од 31. јула 626. године. Придружили су им се и Гепиди, Бугари и они Словени који се нису покорили Аварима, а кренули су захваљујући обећањима великог плијена. Словени су требали напасти Цариград с мора, а Авари и остали да започну напад на зидине. Са друге стране Босфора стајао је још један непријатељ Византије — Персијанци. Византинци су посједовали снажну флоту која није дозвољавала Аварима и њиховим савезницима да успоставе контакт са Персијанцима. Триком је византијска флота намамила словенске бродове у засједу, гдје су претрпјели велике губитке. Преживјеле Словене побили су Авари. Према мемоарима савременика, од крви Словена, вода у мореузу је постала црвена. Залив Златни рог био је пун лешева и празних бродова. Послије тога Словени су напустили логор опсадника, а 8. августа су и Авари напустили градске зидине.
Валентин Седов је примјетио да ако су до 7. вијека Византинци територије сјеверно од Дунава сматрали словенским земљама, онда су се у 7. вијека словенским сматрале земље у средишту Балкана. Македонија и околна подручја била су прекривена словенским насељима. Под контролом Византије остали су само југоисточни дијелови полуострва. Међутим, до краја 7. вијека византијске снаге су успјеле да поврате дио раније изгубљених посједа. Слично гледиште изнио је и чешки слависта Лубор Нидерле.

### Насељавање полуострва Словенима
Словени нису могли потпуно и равномјерно да населе Балкан. Претпоставља се да су се кретали древним римским путевима и населили се на оним мјестима која су већ била развијена и погодна за живот. На територијама које су дошле под власт Словена остала су насеља аутохтоног становништва полуострва. Њихов број и тачна локација нису познати. Српски историчар Сима Ћирковић сматрао је да је аутохтоно становништво Балкана у то вријеме живјело на планинама и неприступачним мјестима која нису били Словени. Највише старосједелачког становништва било је у сјеверној Албанији, Македонији, Тесалији и Динарској висоравни.
Историчар Д. А. Мачински примјетио је да је словенско насељавање Тракије и Македоније учинило мање привлачним за Словене који су остали на лијевој обали Дунава. Систем војних похода преко Дунава у циљу отимања драгоцјености и заробљеника био је поремећен, што је, заједно са активизацијом Византије и разним међусобним сукобима, довело до тога да је Подунавље престало да буде привлачено за словенска племена. Одвојене скупине Словене из Подунавља, Прикарпатја и удаљених крајева почеле су да се крећу ка области Висле и Дњепра.
Како су улазили дубље на Балкан, Словени су долазили у контакт са мјесним становништвом. Најприје су се сретали са Ромејима, поданицима византијских царева. Затим су дошли у контакт са романизованим становништвом приморских градова. У планинама су се Словени сусрели са сродним народом који су називали Власи. Историчари немају тачне податке о раним контактима Словена и старосједелачког становништва. Касније настала народна предања говоре о наводном непријатељству између хришћанског становништва Балкана и паганских Словена. Дошло је до паралелног позајмљивања топонима и пољопривредне терминологије. На примјер, имена великих ријека Словени су позајмили из аутохтоних језика, а њихове притоке су већ добиле властита словенска имена. Имена значајног броја планина и градова такође су романског поријекла. У аграрној терминологији аутохтоног становништва постоје појмови словенског поријекла, а у пољопривредној терминологији Словена постоје позајмљенице од аутохтоног становништва полуострва.
До почетка друге четвртине 7. вијека сеобе Словена на Балкан су у основи завршене. Касније се догодило само неколико мањих покрета.

#### Српска племена
Неко вријеме након пресељења на Балкан, Срби су образовали неколико великих заједница, који су потом постале државне творевине. Између ријека Цетине и Неретве налазила се Неретљанска кнежевина који су Византинци звали Паганија. Посједовала је и острва Брач, Хвар и Мљет. Подручје између Неретве и Дубровника било је познато као Захумље. Подручје од Дубровника до Бококоторског залива заузела је Травунија и Конавле. На југу, до ријеке Бојане, простирала се Дукља, која ће касније постати позната као Зета. Између ријека Саве, Врбаса и Ибра била је Рашка, а између ријека Дрине и Босне — Босна.
У „Аналима франачког краљевства”, у подацима о догађајима са почетка 9. вијека, Срби се јављају као посебан народ који је заузимао значајан дио Далмације. Претпоставља се да су до тада Срби већ асимиловали аутохтоно становништво на територији коју су контролисали.
Како и у другим дијеловима Балкана, и у српским земљама ширење хришћанства међу словенским племенима почело је убрзо након њихово насељавања. Покретач христијанизације у овим земљама била је Византија, која се надала да ће на овај начин проширити свој политички утицај на Словене. Цар Константин Порфирогенит извјештава да је покрштавање Срба почело још за вријеме цара Ираклија (610—641), који је Србима слао свештенике из Рима. По мишљењу појединих историчара, покушаји Византије да шири хришћанство у српским земљама имали су нешто веће резултате него у Хрватској. Хришћанство се у почетку споро ширило, широки слојеви становништва су га једва примјећивали и често се враћали паганству. Међутим, дио словенског становништва остао је привржен хришћанству, посебно у приморским областима које су се граничиле са византијским посједима. Нова религија је коначно заживјела у српским земљама тек у другој половини 9. вијека под царем Василијем I, када је кнежевска породица крштена у Рашкој. Претпоставља се да се то догодило између 867. и 874. године. При томе су се поједини представници српског племства могли крститити и раније, док је у неким областима (нарочито у Паганији) и међу обичним народом паганство преовладавало чак и у 10. вијеку.

#### Хрватска племена
Појаву Хрвата на Балкану довољно је детаљно описао византијски цар Константин Порфирогенит. Њима је посветио посебну пажњу, пошто су освојили велики дио Далмације, која је била највећа од западних провинција Византије. У Далмацији су постојали антички градови, укључујући бројне луке, са чијим губитком византијски владари нису могли да се помире. У Порфирогенитовом опису сеобе Хрвата приказане су као сљедећи талас словенског досељавања. У савременој историографији сматра се да су Хрвати дошли на Балкан у првој половини 7. вијека, за вријеме цара Ираклија, што потврђују и археолошки докази.
Сљедећа фаза хрватске историје уско је повезана са развојем експанзије Франака. Карло Велики и византијски цар Михаило I Рангаве склопили су мир 812, по коме је Франачко царство добило право на хрватске земље. Њихова владавина је трајала до краја седамдесетих година 9. вијека. Након тога је Хрватска стекла статус самосталне кнежевине, а њени владари су почели да  убирају данак од градова на далматинској обали, који су још увијек били у саставу Византије.
За вријеме устанка Људевита Посавског у Славонији 818—822. умро је приморски кнез Борна. Уз сагласност цара Карла, насљедник је постао Борнов синовац Владислав. То је означило почетак владавине наследне династије, која је у име једног од насљедника франачког вазала добила условно име Трпимировић. Друга половина 9. и почетак 10. вијека било је вријеме процвати државе Трпимировића.

#### Словеначка племена
Словени су се населили на ширем простору источних Алпа у 6. вијеку. Први талас сеобе Словена, који датира око 550, одвија се из правца данашње Моравске. Још један талас сеоба догодио се 568. након доласка Лангобарда са територије савремене Словеније у Италију. Авари и Словени су почели да се досељавају на ослобођене територије. Територију на којој су се населили Словени, насељавали су и остаци Влаха, који су још дјелимично сачували хришћанство. Насељавање источних Алпа Словенима потврђује пропадање епархија на подручју источних Алпа у другој половини 6. вијека, промјена становништва и материјалне културе, али углавном утврђивањем новог словенског говора. Још током насељавања нову територије, карантински и панонски Словени потпадају под власт Авара. Не само што су плаћали данак Аварима, него су повремено морали ићи с њима у походе на Византију. Посебно је била јака зависност словенских племена у Панонији.
Према Фредегаровој хроници, Самова држава је настала 623. и била је потчињена Аварима. Кнез Само је државу основао освајањима, а након његове смрти држава је пропала. Слови су 626. створили нову државу Карантанију, независну од Аварског каганата. Карантанија се сматра најразвијенијом међу словенским протодржавним творевинама. Авари су 745. поново почели да угрожавају државу. У таквом стању Словенци су се обратили за помоћ Баварској и потчинили су се салцбуршком бискупу. Он их је насилно превео у хришћанство. У 8. вијеку Карло Велики је освојио Баварску и Карантанију, а уништио Аварски каганат. Већ почетком 9. вијека Велика Карантанија је постала дио каролиншке Источне марке.

#### Словени у данашњој Бугарској
На територији данашње Бугарске, Словени су створили неколико склавинија, од којих се најмоћнија звала „Седам племена”. Претпоставља се да је настао на лијевој обали Дунава, а када су се Словени који су га чинили прешли у Мезију и Добруџу, задржали дио земаља иза Дунава. Вјероватно, до седамдесетих година 7. вијека дио Словени из „Седам племена” је признао суверенитет Византије и прихватио да као федерати царства обавезу да бране границу дуж Дунава.

## Даљи развој догађаја
Образовање сусједних заједница пратила је смјена племенске подјеле територије. Приликом досељавања Словена, племена су се мијешала, а племенске везе су прекинуте. О томе свједочи очување топонима у различитим у дијеловима Балкана која потичу од, на примјер, имена племена као што су Дуљеби и Хрвати. Када је полуострво насељено, племена су територијално разграничена. Као резултат тога, припадност племену била је одређена не толико сродством колико животом на одговарајућој територији. У основи, племена су добила имена по територији коју су заузимали. О томе свједочи појава таквих племенских имена као што су Тимочани који су живјели у сливу ријеке Тимок; Струмљани који су се населили у сливу ријеке Струме; Неретљани који су живјели између ушћа Неретве и Цетине; Травуњани, који су добили име по некадашњем називу Трибуније (између савременог Дубровника и Котора) итд. Постепено, племенска подјела је замијењена административно-територијалним јединицама, које су се звале жупе. Њихово средиште по правилу је било утврђени пунк — „град”. Приликом изградње „градова” јужни Словени су често користили остатке тврђава које су преживјеле из римског доба.
Најмоћнији кнежеви-жупани у 7—8. вијеку успјели су, ослањајући се на своје дружине, да прошире власт на неколико племена, и тако да уједине територију коју су заузимали. Ови племенски савези су већ били много чвршће политичке творевине од оних које су привремено настале међу Словенима у периода насељавања. Византинци су их звали Склавиније. Познато је да су Византинци првобитно тако називали словенске територије на лијевој обали Дунава.
Послије неког времена Византинци су кренули у контраофанзиву на изгубљене земље. У почетку су освајали земљу око приморских градова, али су потом започели да походе на унутрашњост. Освојене словенске кнежевине византијски цареви су обично претварали у војно-административне јединице — теме. На челу теме налазио се стратег кога је непосредно постављао цар. Посебно велика освајања Византинци су извршили за вријеме цар Јустинијана II крајем 7. вијека.